# トレヴィニャーノ・ロマーノ
トレヴィニャーノ・ロマーノ（伊: Trevignano Romano）は、イタリア共和国ラツィオ州ローマ県にある、人口約5,800人の基礎自治体（コムーネ）。
ブラッチャーノ湖の湖畔に位置する。

## 地理

### 位置・広がり
ローマ県北部のコムーネ。

#### 隣接コムーネ
隣接するコムーネは以下の通り。括弧内のVTはヴィテルボ県所属を示す。
- アングイッラーラ・サバーツィア
- ブラッチャーノ
- カンパニャーノ・ディ・ローマ
- モンテロージ (VT)
- ネーピ (VT)
- ローマ
- ストリ (VT)

### 気候分類・地震分類
トレヴィニャーノ・ロマーノにおけるイタリアの気候分類 (it) および度日は、zona D, 1605 GGである。
また、イタリアの地震リスク階級 (it) では、zona 3B (sismicità bassa) に分類される。